# Dysgnathia albolineata
Dysgnathia albolineata là một loài bướm đêm trong họ Noctuidae.